# 李國貞
李國貞（？—762年），本名李若幽，字南華，父親李廣業曾任劍州長史，李國貞是淮安王神通之子淄川王孝同的曾孫、左衛將軍李璲的孙子、唐朝太祖李虎的七世孫，育有四子，其中李錡仗恃其權勢，擔任湖州、杭州的刺史以及鳳翔府參軍，元和二年（807年）十月時，正是起兵謀反，但約莫一個月就被鎮壓完成並且和其子一同被腰斬。
李國貞曾任京兆尹、劍南西川（今四川西部）節度使（760-761）、御史大夫、殿中監、戶部尚書等職，後又持節充朔方（761-762）、鎮西、北庭、興平、陳鄭等節度行營兵馬及河中節度都統處置使，並鎮於絳（今山西省南部），賜名國貞。
寶應元年（762年），河中地區軍亂，李國禎被殺。

## 官職與成就
至德二載（757年）時，李國貞受郭子儀之命，與僕固懷恩、陳回光、渾釋之、王仲升等人，率領朔方軍埋伏於三元白渠，得以大敗李歸仁率領的叛軍這使得李國貞的能力開始受到重視，也反映在他官職不斷拔升的事實上。。
乾元元年（758年）時，李國貞數次升官為長安令，後又擔任河南尹之職。再來面對史思明帶大軍逼城，受當時天下兵馬副元帥李光弼的命令，帶領官民駐於陝西，以便李光弼保全河陽。
再來擔任殿中監，乾元二年（759年）又升遷為戶部尚書、兼任御史大夫，接著持節充朔方（761-762）、鎮西、北庭、興平、陳鄭等節度行營兵馬及河中節度都統處置使，日後加充管內河中、晉、絳、慈、隰、沁等州的觀察處置使。在文武方面都有相當大的成就並且被受朝廷肯認。

## 死亡
根據《舊唐書》中的記載，李國貞於鎮於絳時，由於軍中物資儲積不足，又百姓饑饉，無法徵糧徵食，同時兵士將相的餉糧也有所缺乏，對此，李國貞多次上奏朝廷，卻未能得到回應。軍心因此動盪、埋怨四起，其副手告知李國貞，但李僅能以「軍將何苦如是，已為奏聞，終有所給。」回應，後軍中動亂、夜裡火燒衙門，副手勸李棄城逃離遭拒，又勸其暫且迴避，李國貞於是躲避於州獄中，仍被手下抓獲，李國貞澄清「軍中乏糧，已有陳請，人不堪賦，予無負於將士耳。」，但麾下的將士王元振並不領情，抽刀殺害李國貞及其二男、三大將。

## 評價
李國貞在《後唐書》中被評為性格剛正，擔任多項朝廷要職也展現了其吏才，鎮於絳時受賜名「國貞」。也因其清白守法、人有風采，死後追贈揚州大都督。李亨在〈授李若幽朔方節度使制〉一文中，形容：「保大定功，事資於宏量；坐籌決勝，政總於中軍。令在必行，寇不可玩，欲清小醜，須委大臣。中大夫守殿中監賜紫金魚袋李若幽，宗室英髦，士林楨幹。出忠入孝，抱質懷文，包果斷之深謀，蘊韜鈐之秘略。累登清貫，克振休聲。名正西京，奸豪屏息，紀網三蜀，邛僰乂安。黎庶賴其強明，搢紳推其利用。」表達他不僅在文職上頗有才能，武職上更履歷戰功，且不濫用職權、清白手法，李國貞的才幹可見一番。

## 延伸阅读
[在维基数据编辑]
 《舊唐書/卷112》，出自刘昫《舊唐書》